# Улица Вестервалли
Улица Вестервалли (эст. Vestervalli tänav — Западный вал) — улица в исторической части Нарвы, полукольцом охватывая историческую часть идёт от улицы Койдула до улицы Пимеайа.

## История
Название улицы связано с её расположением, она проходит вдоль западной части прежних городских укреплений.
В XIX веке называлась Магазейная, по находившемуся здесь магазейну (продовольственному складу) конца XVIII века. На планах начала XX века указана как Вестервальская, затем название улицы было эстониизировано. Северный участок улицы именовался Нарвской улицей.
В 1950 году улица была переименована в Сталинскую улицу, позднее в улицу Коммунаров. 11 мая 1994 года по решению муниципалитета было восстановлено название улицы Вестервалли.

## Достопримечательности

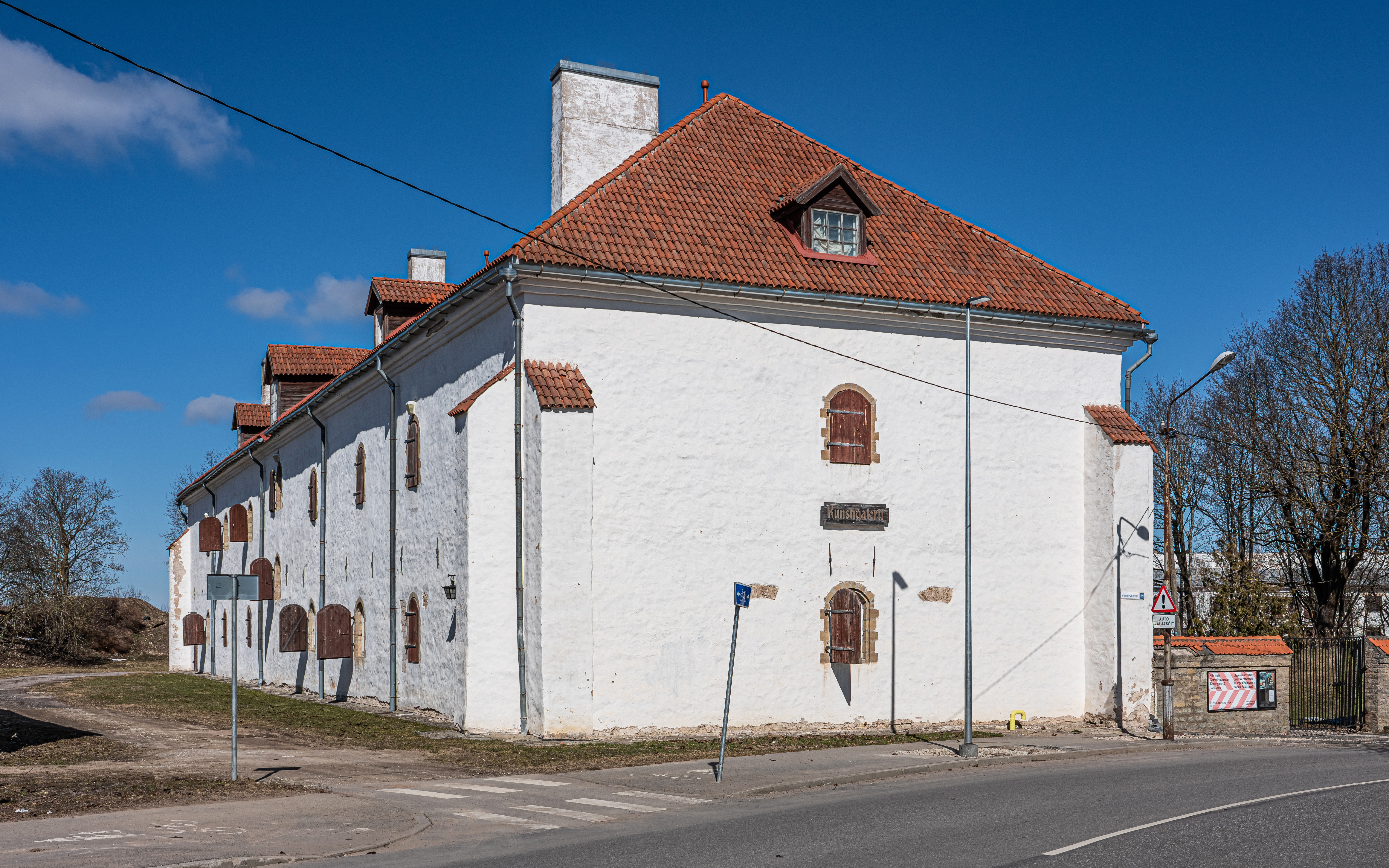
Художественная галерея

Кирха Святого Михаила (не сохранилась)
д. 21 — Нарвская художественная галерея
Памятный знак на месте церкви Пеэтри